# Reijnsdorp
Reijnsdorp of Reynsdorp was een koffieplantage aan de Warappakreek en de Matapicakreek in het district Commewijne in Suriname. De plantage lag stroomafwaarts naast de plantage Reijnsfort en stroomopwaarts naast de plantage Bruinendaal. De grond werd in 1744 uitgegeven aan Nicolaas Rejnsdorp, de eigenaar van plantage Fortuin. Dit gebeurde nadat het fort Nieuw-Amsterdam klaar was en de gronden tussen dat fort en het fort Sommelsdijk beschermd werden.

## Geschiedenis
De grond had een oppervlakte van 1000 akkers. In het Sranantongo werd de plantage “Pikien (klein) Baki” genoemd. Dit ter onderscheiding van Fortuin, dat Baki heette. Nicolaas was omstreeks 1730, samen met zijn broer Hermanus, naar Suriname gekomen. Hij was getrouwd met Anna Alexandria Craffort. Hermanus was getrouwd met de zus van Anna en eigenaar van de plantages Eendracht aan de Commetewane en de buurplantage Reijnsfort.
Nicolaas keerde al in 1755 terug naar Amsterdam, waar hij in 1774 overleed. De plantage werd waarschijnlijk bijgehouden door zijn broer, in ieder geval tot de terugkeer van zoon Andreas in 1762. Tot die tijd werd de administratie gevoerd door de familie Wiltens, eigenaar van de plantage Cannewapibo. Andreas nam de administratie van Reijnsdorp en Fortuin weer over en werd ook administrateur van andere plantages. Zijn dochter trouwde met Willem Benjamin van Panhuys, de latere gouverneur van Suriname.
In 1793 werd er koffie en katoen op de plantage geteeld. Na 1828 was dat weer alleen koffie. Er werkten gemiddeld 100 slaven op de plantage. Bij de emancipatie in 1863 was de plantage niet in productie. Er werden vijf slaven vrijgelaten. In 1886 werd de plantage geveild en weer in gebruik genomen. Er werd cacao en banaan geteeld. In 1903 werd de Cultuuronderneming Reynsdorp opgericht met als doel de teelt van cacao, visteelt en veeteelt.
In 1912 kocht het gouvernement de plantage op en richtte het in voor kleine landbouw. De geteelde gewassen waren koffie, bananen, cacao, sinaasappel en aardvruchten (tayer, cassave). In 1913 woonden er al meer dan 900 mensen. In 1921 werd er voor het eerst rijst geteeld.
Reijnsdorp bestaat nog steeds en is nu beter bekend onder de naam Bakkie. De Postboot komt nog steeds naar Bakkie en vertrekt elke vrijdag en zondag vanuit Paramaribo (Waterkant) met als eindbestemming Bakkie.
A la bonne heure · Anna's Zorg · Akkerboom · Alliance · Alkmaar · Andresa · Auka · Andreesgift · Bantaskine · Barbados · Batavia · Beekenhorst · Belladrum · Bellevue · Belwaarde · Beninenburg · Berg en Dal · Bergen op Zoom · Berlijn (Commewijne) · Berlijn (Para) · Bethlehem · Boksweide · Boston · Botany Bay · Boxel · Bronswijk · Brouwerslust · Bruinendaal · Bucklebury · Buitenrust · Burnside · Cadrosspark · Caledonia · Campenburg · Cannewapibo · Catharina Sophia · Clevia  · Cliffort-Kokshoven · Clyde · Concordia · Concordia en een Kwart Lot · Courcabo · De Dageraad · De Goede Vriendschap · De Resolutie · De Vier Hendrikken · Diamond · Dijkveld · Domburg · Dordrecht · Eendragt · Elisabeth's Hoop · Ellen · L'Espérance (Nickerierivier) · L'Espérance (Surinamerivier) · Esthersrust · Fairfield · Fortuin · Flora · Florentia · Frederiksburg · Frederiksdorp · Frederikslust · Geertruidenberg · Geyersvlijt · Glensander · Gloria · Groot Chatillon · Groot Marseille · Guadeloupe · Hague · Hamburg · Hamilton · Hamptoncourt · Hannover · Hazard · Hebron · Hecht en Sterk · Hooyland · Hope · Houttuin · Huntly · Huwelijkszorg · Inverness · Jagtlust · Jodensavanne · Johan & Margaretha · Johanna Catharina · Johanna Maria · Johannesburg · John · Katwijk · Kent · Kerkshoven · Killenstein · Klein Bellevue · Kleinhoop · Krappahoek · Kroonenburg · Kwatta · La Jalousie · La Prosperité · La Rencontre · La Ressource (Saramacca) · La Ressource (Surinamerivier) · La Singularité · Laarwijk · Leasowes · Leliëndaal · Leonsberg · Livorno · Longmay · Lunenburg · Lust en Rust · Lustrijk · Maasstroom · Margarethenburg · Maria Petronella · Mariënbosch · Mariënburg · Margaretha's Gift · Mary's Hope · Meerzorg · Merveille · Moed en Kommer · Mon Bijou · Mon Souci · Mon Trésor · Monnikendam · Mopentibo · Morgenster · Moy · Nieuw Mocha · Nieuwzorg · Nieuwe Aanleg · De Nieuwe Grond · Nijd en Spijt · Novar · Nursery · Nut en Schadelijk · Onoribo · Onverwacht · Oranibo · Ornamibo · Overbrug · Overtoom 
· Oxford · Palestina · Paradise · Persévérance · Petersburg · Picardië · Peperpot · Pieterszorg · Plaisance · Poelwijk · Potosie · Purmerend · Reijnsdorp · Reijnsfort · Rijnberk · Roosenburg · Rorac · Rust en Werk · Rustenburg · Saltzhalen · Sans Souci · Saphir · Sarah · Sardam · Schaapstede · Schoonoord · Sinabo en Gelre · Sint Barbara · Sint Eustatius · Slootwijk · Sorgvliet · Spieringshoek · Standvastigheid · Suidwijn · Suzanna's Daal · Toevlugt (Surinamerivier) · Tout Lui Faut · Toledo · Totness · Tyronne · 't Vertrouwen · Victoria · Vierkinderen · Visserszorg · Voorburg · Voorzorg (Saramacca) · Vossenburg · Vredenburg · Vriendsbeleid en Ouderzorg · Vreeland · Waltonhall · Waldijk · Waterloo · Wederzorg · Welbedacht · Welgelegen (Commewijne) · Welgelegen (Coronie) · Welgevallen · Weltevreden · Wolffs Capoerica · Wolfenbüttel · 't Ylant · Zoelen · Zorg en Hoop (hout) · Zorg en Hoop (indigo) · Zorg en Hoop (katoen) · Zorg en Hoop (suiker)